# 上野和典
上野 和典（うえの かずのり、1953年9月16日 - ）は日本の画家、元実業家。バンダイ代表取締役社長、同社取締役会長、同社相談役を歴任。モットーは「走りながら考える」。

## 略歴・人物
神奈川県横須賀市出身。神奈川県立横須賀高等学校、武蔵工業大学（現：東京都市大学）工学部卒業後、1977年にポピーに入社。村上克司のアシスタントになる。『未来ロボ ダルタニアス』の頃より玩具のデザインに関わる。
1997年12月出版のKKコミックス編『THE・超合金』には、
「最初の頃は村上克司が正面を描いたロボットの裏側ばかり描いていた」
「『大戦隊ゴーグルV』のゴーグルロボでは村上が上半身しか描かなかったので下半身を描いた」
「『電撃戦隊チェンジマン』の頃より全身を書かせてもらえるようになるが、まだ村上の修正を受けていた」
「完全にまかされるようになったのは『フラッシュマン』から」
などの上野による談話が記載されている。
後に自販キャンディ事業部、ライフ事業本部、キャラクタートイ事業部、トイホビーカンパニーなどを経て2003年にチーフ・ガンダム・オフィサー (CGO) に就任。2005年よりバンダイの代表取締役社長に就任。
2015年8月からは、代表取締役社長を退任し取締役会長に就任。さらに2017年には取締役を退任して相談役になり、翌2018年にバンダイナムコグループを卒業。
バンダイを退社後は横須賀市から同県三浦郡葉山町に移住し、第2の人生として画家に転身している。

## 発言
- 「バンダイは、がんばれば、新入社員も社長になれる会社なんだ」[3]
- 「（戦隊ものは）少なくともあと10年程度はできるだろうと考えています」[4]
- 「キャラクターは年を取らないと言われますが、実は、年を取るんですよ」[5]
- 「ガンダムは、音楽と出版以外の権利をグループ企業が持っていますから、商品面ではほとんどのことをコントロールできる」[5]
- 「私は、人よりも仕事が速いですよ。たぶん、人の3倍ぐらい速い」[6]